# Gare de Aïn Nouïssy
La gare de Aïn Nouïssy est une halte ferroviaire algérienne située sur le territoire de la commune de Aïn Nouïssy, dans la wilaya de Mostaganem.

## Situation ferroviaire
La gare se situe sur la ligne de Mohammadia à Mostaganem, où elle est précédée de la gare de Fornaka et suivie de celle de Hassi Mameche.
| \| Aïn Nouïssy Mostaganem \| Localisation de la gare de Aïn Nouïssy dans la wilaya de Mostaganem. |
| Aïn Nouïssy Mostaganem                                                                            |

## Histoire
Lors de la colonisation, la gare portait le nom de gare de Noisy-la-Stidia.
Située à une altitude de 113,140 m, la gare est mise en service en 1908 lors de l'ouverture de la section de La Macta (dans l'actuelle Mers El Hadjadj) à Mostaganem de l'ancienne ligne de La Macta à Trumelet où elle était située au point kilométrique (PK) 13,700,,.

## Service des voyageurs

### Dessertes
La gare de Aïn Nouïssy est desservie par les trains régionaux de la liaison Mohammadia - Mostaganem.